# 6e régiment étranger d'infanterie
Pour les articles homonymes, voir 6e régiment.
Le 6e régiment étranger d’infanterie est un régiment de la Légion étrangère créé au début de la Seconde Guerre mondiale, en 1939, et dissous définitivement en 1955.

## Création et différentes dénominations
Le régiment est créé le 1er octobre 1939 à Homs en Syrie à partir d'effectifs provenant du 1er régiment étranger d'infanterie et du 2e REI. Le 6e REI dépend de la 192e division d'infanterie.
Constitué à l'origine de 3 295 hommes (87/334/2 876), il comprend :
- un état-major à Homs ;
- une compagnie hors rang à Homs ;
- le 1er bataillon (ex-IV/1er REI) à Soueïda ;
- le 2e bataillon (ex-I/1er REI) à Baalbeck ;
- le 3e bataillon (ex-II/2e REI) à Damas ;
- le 4e bataillon (ex-VI/1er REI) à Homs et Palmyre.

Ce régiment est également connu sous le nom de « régiment du Levant de la Légion étrangère ».
Le 1er janvier 1940, le 6e REI est scindé en deux parties :
- un régiment de type montagne implanté à Homs, équipé de mulets et commandé par le lieutenant-colonel Barre, régiment qui deviendra le 19 mars de la même année le 6e régiment étranger d'infanterie. Intégré à la 192e DI, il comprend : 	
  - un état-major ;
  - une compagnie de commandement ;
  - une compagnie régimentaire d’engins (créée en mars 1940) ;
  - une compagnie hors rang ;
  - le 1er bataillon ;
  - le 2e bataillon.
- un régiment motorisé de type outre-mer implanté à Damas, qui deviendra le 19 mars le groupement de Légion étrangère du Levant (GLEL). Commandé par le lieutenant-colonel Vias, il comprend :
  - un état-major ;
  - une section de commandement ;
  - le 3e bataillon ;
  - le 4e bataillon ;
  - la section spéciale de la Légion étrangère.

Le 28 avril 1940, le 1er bataillon de marche des volontaires étrangers (1er BMVE), créé le 1er mars 1940, est affecté au 6e REI et devient le 11e bataillon de volontaires étrangers (11e BVE) jusqu'à sa dissolution le 16 octobre 1940.
Le 1er janvier 1941, dissolution du groupement de Légion étrangère du Levant, création sous l'autorité du 6e REI d’un groupe d’artillerie de Légion du Levant (GALL - constitué de trois batteries de 75 portés) et réorganisation du 6e REI : la CHR et la CRE sont dissoutes et la compagnie de commandement devient compagnie régimentaire.
Le régiment quitte le Liban le 16 août 1941 et rejoint le camp d’Idron (Pau) le 25 août avant de rejoindre Sidi-bel-Abbès le 3 décembre 1941.
À sa dissolution, le 31 décembre 1941, les légionnaires du 6e REI sont affectés à des unités de Légion qui formeront plus tard le premier REIM puis le RMLE.
Le 6e REI est recréé le 1er avril 1949 en Tunisie. Des prélèvements seront régulièrement effectués dans ses effectifs afin de renforcer les unités engagées en Indochine. En Tunisie, le régiment est affecté aux tâches de maintien de l'ordre. Il est dissout pour la seconde fois le 30 juin 1955.

## Chefs de corps
- Colonel Imhaus (1/10/1939 - 20/12/1939)
- Lieutenant-colonel Barre (20/12/1939 - 10/1941 )
- Lieutenant-colonel Delore (10/1941 - 12/1941)
- Lieutenant-colonel René Babonneau
- Lieutenant-colonel Rossi
- Chef de bataillon Georgeon

## Historique des garnisons, campagnes et batailles
Le 6e REI, resté fidèle au régime de Vichy, sera opposé aux forces australiennes dans une lutte fratricide du 8 juin au 24 juillet 1941 dans le cadre de la libération du Liban. Un arrangement existait pour éviter que la Légion combatte la Légion.

## Traditions

### Devise
« AD UNUM » qui signifie en latin : jusqu'au dernier

### Insigne
Hexagone d'argent ajouré dont la partie gauche représente trois colonnes du temple de Jupiter à Baalbek. Les deux bandes verte et rouge (à droite) et la grenade à sept flammes (au centre) sont les symboles de la légion étrangère.

Le numéro 6 du régiment est inscrit dans la base de la grenade.

En bas de l'insigne la devise « AD UNUM ».
Un premier insigne datant de 1939 comprend une tête de légionnaire en son centre. Une version un peu plus grande ne reprend pas les couleurs vert et rouge
Ces insignes n'ont pas été homologués.

### Drapeau
Il porte, cousues en lettres d'or dans ses plis, les inscriptions suivantes :
- Camerone 1863
- Musseifre 1925
- Syrie 1925-1926

## Personnalités ayant servi au sein du régiment
- Capitaine Segretain qui deviendra chef de corps du 1er BEP et sera tué en Indochine en Octobre 1950 au grade de chef de bataillon, durant l'opération d'évacuation de Cao-Bang par la RC4.
- Lieutenant Jeanpierre, survivant de la bataille de la RC4 qui deviendra chef de corps du 1er REP et sera tué en Algérie au grade de lieutenant-colonel en mai 1958.
- Capitaine Andolenko à la tête de la CR du régiment en 1941, deviendra général après avoir été chef de corps du 5e REI en Algérie (1956-1958).
- Alfred Reilinger, médecin-chef du régiment en 1940.
- Richard Verheust (1912-1988), Compagnon de la Libération.